# Patricio Urquieta
Patricio Guillermo Hugo Urquieta García (Vallenar, 15 de diciembre de 1981) es un abogado y político chileno, militante de Renovación Nacional (RN). Desde julio de 2021 hasta el 11 de marzo de 2022 se desempeñó como Delegado Presidencial de la Región de Atacama.

## Primeros años de vida
Es hijo de Víctor Hugo Urquieta Valdés e Hilda Patricia García Catalán.Es abogado de la Universidad Católica del Norte (UCN). Posee un magíster con mención en Derecho de la Empresa y del Trabajo y cursa estudios de magíster en Derecho de los Recursos Naturales.

### Matrimonio e hijos
Está casado y es padre de 2 hijos.

## Trayectoria profesional

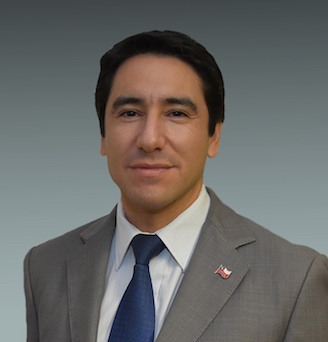
Patricio Urquieta como Intendente de Atacama.

Es militante de Renovación Nacional (RN). Trabajó como abogado en la Ilustre Municipalidad de Vallenar y desempeñó la misma labor en el Servicio de Salud de Atacama.
Posterior a eso, ejerció como Secretario Regional Ministerial de Trabajo y Previsión Social en Atacama durante el primer mandato del presidente Sebastián Piñera.
En su segundo gobierno, fue designado como Gobernador de la Provincia de Huasco, cargo que mantuvo hasta el 15 de marzo de 2019, cuando fue nombrado como Intendente de la Región de Atacama por el presidente Piñera.